# علم النفس القومي
يشير مصطلح علم النفس القومي إلى تكوين نفسي مميز (حقيقي أو مزعوم) لأمم أو مجموعات عرقية أو شعوب معينة ودراسة مقارنة لتلك الخصائص في علم النفس الاجتماعي وعلم الاجتماع والعلوم السياسية وعلم الإنسان.
يفترض علم النفس القومي بأن المجموعات العرقية المختلفة أو الأفراد الذين يعيشون على أراضٍ وطنية يتسمون «بمزيج» من الصفات المميزة الاتجاهات والقيم والمشاعر الوجدانية والدوافع والقدرات الإنسانية والتي يتم تعزيزها ثقافيًا عن طريق اللغة، الأسرة، المدرسة، الدولة والوسائط الإعلامية.
ويرى عالم النفس الرائد فيلهلم فونت، أن محاولة وضع نظرية علمية لعلم النفس القومي تعود إلى منتصف القرن التاسع عشر . وفي عام 1900 تقريبًا تم قبول علم النفس القومي كموضوع للدراسة في العلوم الاجتماعية في جامعات أوروبا الغربية وأمريكا الشمالية.

## استخدامات علم النفس القومي
يلعب علم النفس القومي دورًا سياسيًا من خلال أيديولوجية القومية. فالسياسيون سوف يخاطبون، على سبيل المثال «الشعب الفرنسي» أو «الشعب الأمريكي» أو «الشعب الروسي»، وفكرة أن يكون أعضاء أمة من الأمم المذكورة أعلاه لديهم هوية قومية مشتركة وجزء من المجتمع الوطني ولهم مصالح مشتركة («المصلحة الوطنية»). كما يجب على السياسيين محاولة توحيد وتجميع الناس للعمل معًا من أجل أهداف مشتركة وغالبًا ما يكون مناشدة الخصائص الوطنية المشتركة جزءًا من هذا العمل.
وهناك فكرة وثيقة الصلة بذلك وهي الطابع الوطني والتي تشير إلى القيم والأعراف والتقاليد التي يتمسك بها شعب من الشعوب واستجاباتهم العاطفية النمطية وما يعتبرونه فضيلة والعكس - وكافة العوامل التي تحدد كيف يستجيبون عادة للمواقف.
ويرى البعض أنه من الممكن تحديد (رصد وقياس) بعض السمات الشخصية «معدل مشروط» بين شعب الأمة الواحدة. وهذا لا يعني أن كل المواطنين من الضروري أن يتشاركوا (كافة) السمات القومية لكن عدد الأشخاص الذين تتجسد فيهم «الثقافة الوطنية» كثير بما يكفي ليصبحوا «نماذج نمطية» في البلاد ولهم تأثير حقيقي على الحياة الاجتماعية. يمكن أن تكون بعض السمات المشتركة فريدة إلى حد كبير بالنسبة للبلد، ويمكن لبعض السمات الأخرى المشتركة أن تشترك معها فيها إلى حد ما بلدان أخرى.
وتهدف الوطنية إلى توحيد الشعب كأفراد أمة واحدة ولأغراض الإيمان بأنهم بالفعل لديهم خصائص وطنية مشتركة مفيدة إفادة بينة وحتى هذه الخصائص المشتركة لا يمكن إثباتها بتجاوز اللغة المشتركة والمظهر الخارجي المتشابه. وكثيرا ما تستخدم المنافسة الودية بين الفرق الرياضية الوطنية والتي ترمز إلى الهوية الوطنية أو التعبير عن الوطنية. على سبيل المثال، في جنوب إفريقيا الرياضة هي «الدين القومي. وتوحد الرياضة البلاد وتتجاوز العرق أو السياسة أو مجموعة اللغات - وليس النصف الذكوري فقط.»
- وفي ألمانيا في مرحلة ما بعد عام 1871 خاصة أثناء فترة حكم الرايخ الثالث، حاول عدد من أساتذة الجامعة الألمان في اللغويات والأدب إحداث تأثير في مجال الدراسات الإنجليزية مع العلوم الثقافية التي تدفعها دوافع سياسية والتي أطلق عليها إيرنست ليزي مصطلح مناسب وهو «الأسلوب النفسي الوطني.»[2] وصل النموذج الذي يمثل نظرة جديدة للغة الإنجليزية المعاصرة والقديمة على أساس التشبيهات التي تم استخلاصها ما بين السمات اللغوية المحددة وممارسات ومكونات اللغة الإنجليزية (والألمانية) إلى عدد قليل من التكرارات للأفكار المسبقة عن الغيرية.[3]

يستخدم علم النفس القومي أحيانًا في توضيح أسباب حدوث التنمية الاقتصادية بطرق مختلفة في البلدان المختلفة أو سبب وقوع بعض الأحداث السياسية بالطريقة التي حدثت بها.
وأحيانًا ما يشار إلى «الحالة النفسية الوطنية» أو «روح» الأمة، لمعرفة السبب الذي يجعل بعض الأحداث العامة تؤدي إلى اضطراب أو غضب في بلد ما أو سبب تحمس أمة معينة أو هوسها بـالرياضة أو الممارسة الثقافية.
وفكرة أن أمة ما تشترك في عقلية ثقافية معينة أو خلق أو تفكير تتضمنه لغتها ومؤسساتها مما يجعل رد فعلها لمواقف معينة أقوى أو أقل حدة عن أمة أخرى، وأن الناس من الأمم المختلفة لديها إستراتيجيات مختلفة لحل المشكلات.

## النقد الموجه للمفهوم
بالرغم من ذلك وجه انتقاد حول صلاحية فكرة «علم النفس القومي» لأسباب سياسية/أخلاقية وعلمية.
- أسباب سياسية وأخلاقية لأنها تؤدي إلى تعميمات عرقية حول الناس، على سبيل المثال التمييز التعسفي بين الناس بسبب الإجحاف أو المصلحة الشخصية مما يعوق قبول الناس كما هم. ويمكن أن يؤدي هذا إلى وجود قوالب نمطية صارمة وكليشيهات. على سبيل المثال: «الإفريقيون كسالى» أو «الهولنديون بخلاء» أو «الأمريكيون جشعون» أو «الفرنسيون رومانسيون» أو «الباكستانيون إرهابيون» إلخ، وربما يؤدي التعصب القومي إلى التمييز ضد الأجانب مما يعني أن أهل البلد يُنظر إليهم على أنهم أفضل من غيرهم بشكل طبيعي والأجانب أقل شأنًا منهم ولا ينظر إليهم فقط بمنظور مختلف. وعلى المستوى الأكثر براعة قد يكون من الضروري معرفة وفهم بعض الخصائص العرقية حتى تكون قادرًا على التعايش في مكان أجنبي ما، لكن قد لا يوافق الناس على نوع المعرفة ذات الصلة هنا. والسبب هو أنها ليست مجرد «قضية علمية» أو «مسألة عملية» لكنه أمر يتعلق بالتوقعات الأخلاقية - حيث يمكن أن تتصادم المعايير الأجنبية والمحلية دون أن يتضح أيهما أفضل من الآخر.
- ومن الناحية العلمية، لأنه في الواقع من الصعب وصف وتعميم الاختلافات العرقية بطريقة صالحة وموضوعية. وما ينطبق على جنسية ما قد لا يسري على فرد ينتمي لهذه الأمة. وطالما أن التعميم والتمييز صالحان فربما تكون الاختلافات العرقية شديدة التعميم أو تتطلب الكثير من المؤهلات حتى تكون مفيدة. كما يتضمن التحقق من خصائص علم النفس القومي من الناحية العلمية بأي معنى وضعي صعوبة جوهرية؛ لأنه غالبًا ما يتم افتراض واستخدام تركيبات تفسيرية يمكن ألا تكون قائمة على أية أدلة ملموسة لكن تخمينات فقط. وبالتالي من الممكن دائمًا أن «يفترض الباحثون ما يحاولون إثباته» ضمنيًا - فهم يفسرون الدليل الذي تم رصده، بعد تجزئته، والذي يتعلق بمجتمع كبير ومعقد مع تصنيفات يمكن أن تدعم نظرية معينة.

كما أن جزءًا من المشكلة أن الباحثين دائمًا ما يفسرون الثقافة الأخرى من وجهة نظر ثقافتهم المعتادين عليها (يعتبر هذا «أمرًا طبيعيًا»). حتى إن اشترك الكثير من الناس في بلد ما في خصائص نفسية وبيولوجية عامة فإن البعض الآخر من أهل هذا البلد قد لا يشتركون بهذه الخصائص على الإطلاق. وقد تفوق الطرق الهامة التي يختلف بها الناس الخصائص التي يمكن إثبات اشتراكهم بها.
ووجد علماء النفس في بحث لهم أنه عندما يطلب من بعض الأشخاص تحديد عرق أو جنسية عن طريق ملاحظة بعض الأفراد من شعوب مختلفة والمصطفين في خط، حيث لا يستطيعون التعرف بدقة على عرقهم أو جنسيتهم. واكتشف خبراء التسويق والإعلام أن غالبية الناس يمكنهم التعرف على الصورة النمطية أو النموذج الأصلي أو صورة كاريكاتيرية والتي ترمز لجماعة عرقية معينة أو طرق مميزة من الترابط في أمة ما.
وهناك المزيد من التعقيدات حيث إنه:
- يمكن أن تتغير عقلية أمة ما بمرور الزمن من خلال تبادل الخبرات؛ ولذلك فإن الخصائص التي كان يعتقد أنها «نمطية» لأمة ما تتغير عبر الزمن. وفي المجتمع الحديث غالبًا ما لا يرتبط الشباب الصغار بالطرق التي كان يستخدمها الجيل القديم بما في ذلك أفكار الهوية الوطنية والمعايير.
- عدد كبير من الأفراد من مختلف الأمم تقوم بهجرة دولية مما يعني أن المهاجرين يتشربون جزءًا من عادات وثقافة البلاد التي يهاجرون إليها مع الاحتفاظ بجزء من ثقافتهم الأصلية. وبهذه الطريقة تندمج أو تختلط مختلف الثقافات الوطنية ويمكن أن تتكون ثقافة جديدة ليس لها هوية «وطنية» واضحة. وهذا بجانب نمو السياحة الدولية مما يعني أن سكان دولة ما تأخذ باستمرار من عادات وتقاليد الدول الأخرى؛ لذلك تتراجع الثقافة الوطنية المميزة.
- عندما تنشأ حروب حول الهوية وعندما يشعر الناس بعدم الأمان فيما يتعلق بهويتهم أو عندما يحاولون جعل الآخرين يقبلون هويتهم ربما يدعي الناس أن لديهم خصائص هامة مشتركة أو أنهم يختلفون اختلافًا عظيمًا عن الآخرين حتى وإن كان في الحقيقة لا يوجد سوى دليل موضوعي ضعيف لا يذكر على ذلك. وقد تظهر «حركة وطنية» كبيرة نسبيًا لبعض من لديهم معتقد وطني واحد على الرغم من عدم اشتراكهم في الكثير من الصفات. وعندما يرغب الناس في أن يشعروا بأن لديهم شيئًا مشتركًا، فإنهم يتصرفون «كما لو» كان موجودًا بالفعل حتى وإن لم يكن هذا صحيحًا.

وبسبب كل هذه الصعوبات الموجودة عند تعريف علم النفس القومي، غالبًا ما تكون صوره المرسومة من البصيرة غير «علمية» في الواقع لكن بالأحرى توجد في الاستعارات النابعة من الخيال كما في الروايات والأفلام على سبيل المثال. والتي يمكن أن تقدم رؤية ثاقبة للعالم «النمطي» والعاطفي والعقلي للناس دون التظاهر بأنه ينطبق على كافة أعضاء المجتمع.

## العولمة وما بعد الحداثة
يرى بعض الكتاب أنه في عصر العولمة، تتضاءل قدرة الاختلافات القومية والعرقية يومًا بعدد يوم على تفسير سلوك الناس بطريقة ما، بالإضافة إلى أن الكثيرين لا يربطون أنفسهم بالأمة التي هم جزء منها بل يريدون أن يشار إليهم فقط على أنهم بشر لهم حقوق إنسانية. فقد يعتزون بموضع مولدهم لكن مع ذلك لا يشعرون بالوطنية بشكل خاص. بينما غيرهم من المؤلفين يرون أن مناشدة الهوية الوطنية يمكن إحياؤها واستخدامها كرد على كراهية الأجانب لتصورهم أن البلد أو المنطقة قد «استولت عليها» الشركات الأجنبية أو «اجتاحها» المهاجرون الأجانب.
وفي أوروبا خاصة وكثير من أجزاء العالم عامة تراجع الالتزام الديني إلى حد بعيد؛ لذلك فإن وجهة النظر المشتركة حول الأخلاق والطبيعة البشرية التي قدمتها المرجعيات الدينية من قبل لم تعد مقبولة. كان للدين تأثير قوي على تشكيل الهوية الوطنية وحيث إن هذا التأثير قد تراجع لم يعد بالإمكان تعريف علم النفس القومي بالتعريف المعتاد. ومع ذلك فقد ازداد تأثير الدين في مناطق أخرى من العالم وبالتالي يمكن أن تؤثر الهوية الوطنية والهوية الدينية كل منهم على الآخر بشكل ملحوظ.
وفي بعض فروع ما بعد الحداثة، لم يعد يُنظر إلى الأمم على أنها أراضٍ لها قوانين ملزمة بل على أنها مجتماعات تخيلية أصبحت الهوية الوطنية بها أكثر غموضًا. وبالتالي ادعى ميشيل فوكو، على سبيل المثال، أنه في الغرب، "انجذب مشروع العلم الخاص بهذا الموضوع
لينحسر في دوائر أكثر ضيقًا حول سؤال عن الجنس" (فوكو، تاريخ الحياة الجنسية، مجلد 1، قديم، صفحة 70). ويمكن فهم هذا على أنه يعني تعرف الناس بالفعل بصورة أكبر على الحياة الجنسية من الوطنية في الوقت الحاضر.
ومع ذلك، وبالرغم من هذا الخلاف لايزال مفهوم «علم النفس القومي» قائمًا طالما يستطيع الناس عمليًا ملاحظة - على سبيل المثال - من خلال السياحة والتلفزيون أنه لا شك في وجود اختلافات في أساليب عيش الناس لحيواتهم وطريقة تفكيرهم بها في مختلف البلاد بصرف النظر عن الاختلافات في المظهر واللغة. وتوجد حاليًا كتب حول الطابع الوطني لكل من يعيش بالفعل على الأرض.

## الدراسات الحديثة
حاولت الدراسات العلمية الحديثة لعلم النفس القومي تجنب الوقوع في فخاخ التحيز والتميز والتركيز بشكل أساسي وصارم على ما يمكن قياسه بالفعل واختباره وإثباته بموضوعية وكذلك تبني رؤية إيجابية (أو على الأقل محايدة) للثقافة القومية. وحاليًا يتم التركيز على ما إذا كان من الممكن إثبات الأنماط المنهجية للتباينات الوطنية وجودها في الواقع وماهيتها وطريقة تفسيرها. ويعتبر هذا النهج إلى حد ما أكثر نجاحًا من علم النفس القديم؛ لأن الكثير من الجهود بذلت للتحقق من الافتراضات عن طريق أدلة شاملة بدلا من التخمينات المتضاربة أو النظريات القائمة على أدلة عبارة عن حكايات ونوادر. وحتى الآن لا يستطيع الباحثون التجنب التام للانجرار إلى الدخول في خلافات حول المشاعر الوطنية مما يجعل من الصعب في بعض الأحيان البقاء على الحياد والانفصال عن المشاعر الوطنية والحفاظ على الموضوعية.